# The Divine Sinner
The Divine Sinner è un film del 1928 diretto da Scott Pembroke. Prodotto dalla piccola casa di produzione Trem Carr Pictures, venne distribuito dalla Rayart Pictures Corporation e uscì in sala il 15 luglio 1928. Venne interpretato da Vera Reynolds e, tra gli altri attori, appare anche il nome di Carole Lombard.

## Trama
Lillia Ludwig, per aiutare la sua famiglia povera che vive in Austria, va a cercare fortuna a Parigi. Lì, si innamora di un falsario: i due vengono arrestati ma la polizia convince la giovane a prestarsi a un complotto ordito ai danni di un nobile straniero, il principe Josef Miguel, in cambio della sua libertà. Lillia seduce il principe che perde la testa per lei. Quando gli arriva la notizia della morte del padre che fa di lui il nuovo re, Josef si trova davanti a una scelta difficile. Finirà per scegliere l'amore per Lillia, abdicando e rinunciando per lei al trono.

## Produzione
Il film fu prodotto dalla Trem Carr Pictures.

## Distribuzione
Distribuito dalla Rayart Pictures Corporation, il film uscì nelle sale cinematografiche statunitensi il 15 luglio 1928. In Portogallo, dove venne distribuito il 22 settembre 1930, uscì con il titolo A Divina Pecadora.